# Mycena concolor
Mycena concolor är en svampart som tillhör divisionen basidiesvampar, och som först beskrevs av Jakob Emanuel Lange, och fick sitt nu gällande namn av Robert Kühner. Mycena concolor ingår i släktet Mycena, och familjen Favolaschiaceae. Arten är reproducerande i Sverige.

## Bildgalleri

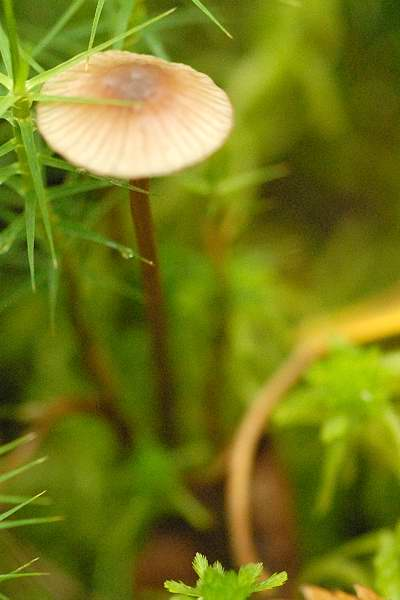
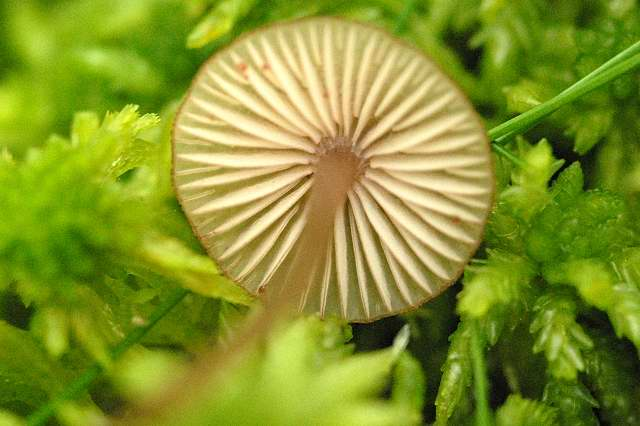